# 哈薩克蘇維埃社會主義共和國國旗
哈薩克蘇維埃社會主義共和國國旗（俄语：Флаг Казахской ССР）是蘇聯加盟共和國哈薩克蘇維埃社會主義共和國使用的旗幟，初次啟用於1937年。最後一版啟用於1953年1月24日。
首兩版的國旗都有鐮刀與錘子圖案和國名俄語和哈薩克語的縮寫（1940年前位於圖案下，其後置於圖案右方）。最後一版仿照蘇聯國旗，但下方有一條淺藍色橫帶，浅蓝色代表里海。紅—藍—紅的比例為6：2：1。

1921年–1924年版
1924年–1937年版
1937–1940年版
1940–1953年版